# Poppin Hood
Poppin Hood, bürgerlich Sven Weller, (* 1982 im Raum Stuttgart) ist ein deutscher Popper.
Er ist mehrfacher Deutscher, Welt- und Europameister in dieser Disziplin. Er trat unter anderem bereits bei der Eröffnung der UEFA Champions League in Madrid oder der Welt-Tanz-Gala in Baden-Baden auf. 2013 war er Kandidat bei der Pro7-Show Got to Dance, wo er im Finale den 4. Platz belegte.

## Leben
Weller wurde 1982 geboren. Mit 15 Jahren begann er Breakdance zu tanzen und wurde 1998 Mitglied der Tanzgruppe Break Style Artists, wo er seine erste Bühnenerfahrung sammeln konnte. 2000 gründete er seine erste eigene Tanzgruppe mit dem Namen Amicaro Squad, die hauptsächlich Funkstyle tanzte. Zwei Jahre später wurde er erstmals Deutscher Meister im Electric Boogaloo. Im selben Jahr begann er auch, in verschiedenen Tanzrichtungen selbst Tanzunterricht zu geben. Er richtet sich hier vor allem an Jugendliche.

## Auszeichnungen und Erfolge (Auswahl)
- Deutscher Meister im Electric Boogaloo: 2002, 2005, 2006, 2007, 2008 und 2009
- Weltmeister im Electric Boogaloo: 2004 und 2008
- 2-maliger Gewinner des Juste Debout Germany im Popping